# Políticas sobre el agua

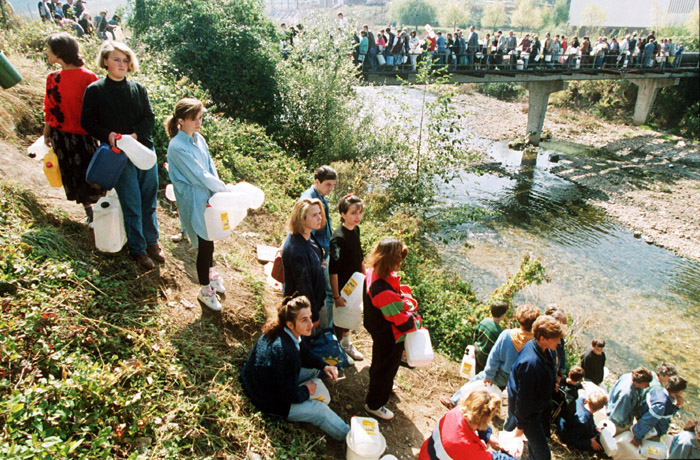
Gente haciendo cola para recoger agua durante el Asedio de Sarajevo

La política del agua, también llamada a veces hidropolítica, política hídrica o política hidráulica, es la política afectada por la disponibilidad de agua y recursos hídricos, una necesidad para todas las formas de vida y el desarrollo humano.
Arun P. Elhance define la hidropolítica como «el estudio sistemático de los conflictos y la cooperación entre Estados en torno a los recursos hídricos que trascienden las fronteras internacionales». La disponibilidad de agua potable per cápita es insuficiente y está disminuyendo en todo el mundo. Las causas, relacionadas tanto con la cantidad como con la calidad, son muchas y variadas; entre ellas se incluyen la escasez local, la disponibilidad limitada y presiones demográficas, pero también las actividades humanas de consumo masivo, el mal uso, la degradación ambiental y la contaminación del agua, así como el cambio climático.
El agua es un recurso natural estratégico, y su escasez contribuye con frecuencia a los conflictos políticos en todo el mundo. Con la disminución de la disponibilidad y el aumento de la demanda de agua, algunos han predicho que el agua potable se convertirá en el «próximo petróleo»; convirtiendo a países como Canadá, Chile, Noruega, Colombia y Perú, con este recurso en abundancia, en los países ricos en agua del mundo. El Informe de las Naciones Unidas sobre el Desarrollo de los Recursos Hídricos en el Mundo (WWDR, 2003) del Programa Mundial de Evaluación de los Recursos Hídricos indica que, en los próximos 20 años, se prevé que la cantidad de agua disponible para todos disminuya en un 30%. Actualmente, el 40% de los habitantes del planeta no dispone de agua dulce suficiente para una higiene mínima. Más de 2,2 millones de personas murieron en 2000 por enfermedades relacionadas con el consumo de agua contaminada o sequías. En 2004, la organización benéfica WaterAid del Reino Unido informó de que cada 15 segundos muere un niño por enfermedades relacionadas con el agua fácilmente evitables; a menudo esto significa falta de evacuación de aguas residuales; véase retrete. El Programa de las Naciones Unidas para el Desarrollo resume la distribución mundial del agua en el informe de desarrollo de 2006: «Una parte del mundo, sostiene un mercado de agua embotellada de diseño que no genera beneficios tangibles para la salud, otra parte sufre graves riesgos para la salud pública porque la gente tiene que beber agua de desagües o de lagos y ríos». Programa de las Naciones Unidas para el Desarrollo, 2006. El agua dulce -ahora más preciada que nunca en nuestra historia por su uso extensivo en agricultura, fabricación de alta tecnología y producción de energía- está recibiendo cada vez más atención como un recurso que requiere una mejor gestión y un uso sostenible.
Los derechos de agua ribereños se han convertido en cuestiones de diplomacia internacional, además de los derechos de agua y la política nacionales y regionales. Banco Mundial El vicepresidente Ismail Serageldin predijo: «Muchas de las guerras del siglo XX fueron por el petróleo, pero las guerras del siglo XXI serán por el agua, a menos que cambiemos la forma en que gestionamos el agua». Esto es debatido por algunos, sin embargo, que argumentan que las disputas sobre el agua por lo general se resuelven por la diplomacia y no se convierten en guerras. Otra nueva escuela de pensamiento sostiene que «los temores percibidos de perder el control sobre el agua compartida podrían contribuir a una preparación constante para ir a la guerra entre las naciones ribereñas, por si acaso hay una».

## Conceptos de política del agua

### Hidrohegemonía
El marco de la hidrohegemonía fue postulado por los académicos Mark Zeitoun y Jeroen F. Warner en 2006 como un paradigma analítico útil para examinar las opciones de los ribereños poderosos o hegemonizados y cómo podrían alejarse de la dominación hacia la cooperación.
La hidrohegemonía se refiere a «la hegemonía a nivel de cuenca hidrográfica, lograda mediante estrategias de control de los recursos hídricos como la captura, la integración y la contención de los recursos. Las estrategias se ejecutan a través de una serie de tácticas (por ejemplo, coerción-presión, tratados, construcción de conocimientos, etc.) que son posibles gracias a la explotación de las asimetrías de poder existentes en un contexto institucional internacional débil». Los dos pilares de la hidrohegemonía son la posición ribereña y el potencial de explotación. El factor que gana el control sobre el recurso se determina a través de la forma de hidrohegemonía que se establece, a favor del factor más poderoso («primero entre iguales»). Como tal, la hidrohegemonía puede entenderse como la hegemonía a nivel de cuenca fluvial que se produce cuando el control sobre los flujos transfronterizos es consolidado por el factor más poderoso.

## El agua como recurso crítico
Lo más importante es que el agua dulce es un requisito fundamental de todos los organismos vivos, cultivos, ganado y humanidad incluidos. El PNUD considera el acceso a ella un derecho humano básico y un requisito previo para la paz. El Ex-Secretario General de las Naciones Unidas Kofi Annan declaró en 2001: «El acceso al agua potable es una necesidad humana fundamental y, por tanto, un derecho humano básico. El agua contaminada pone en peligro la salud física y social de todas las personas. Es una afrenta a la dignidad humana».  Con el aumento del desarrollo, muchas industrias, como la silvicultura, la agricultura, la minería, la fabricación y el ocio necesitan cantidades adicionales considerables de agua dulce para funcionar.  Sin embargo, esto ha provocado un aumento de la contaminación del aire y del agua, lo que a su vez ha reducido la calidad del suministro de agua. Más prácticas de desarrollo sostenible son ventajosas y necesarias.
Según la OMS, cada ser humano necesita un mínimo de 20 litros de agua dulce al día para su higiene básica; esto equivale a 7,3 metros cúbicos (unos 77,7 metros3) por persona, al año. Según la disponibilidad, el acceso y el desarrollo del suministro de agua, las cifras concretas de uso varían mucho de un país a otro. Los países desarrollados disponen de sistemas de tratamiento del agua para consumo humano y la distribuyen a todos los hogares. Al mismo tiempo, sin embargo, algunas naciones de América Latina, partes de Asia, Sudeste Asiático, África y Oriente Próximo carecen de recursos hídricos suficientes o no han desarrollado éstos o las infraestructuras al nivel necesario. Esto se debe a razones muy diversas. Ha dado lugar a conflictos y a menudo se traduce en una reducción del nivel o la cantidad de agua dulce consumida per cápita; esta situación conduce a enfermedades y, en ocasiones, a inanición y muerte.
La fuente de prácticamente toda el agua dulce es la precipitación de la atmósfera, en forma de niebla, lluvia y nieve, como parte del ciclo del agua a lo largo de eones, milenios y en la actualidad. El agua dulce constituye sólo el 3% de toda el agua de la Tierra y, de ella, algo más de dos tercios se almacena congelada en glaciares y polares. El resto del agua dulce no congelada se encuentra principalmente en forma de agua subterránea, y sólo una pequeña parte está presente en el aire o en la superficie del suelo. El agua superficial se almacena en humedales o lagos o fluye por un arroyo o río, y es el recurso hídrico más utilizado. En algunos lugares, el agua superficial puede almacenarse en un embalse detrás de una presa y utilizarse para el suministro de agua municipal e industrial, para el riego y para generar energía en forma de hidroelectricidad. Las aguas subterráneas subsuperficiales, aunque se almacenan en el espacio poro del suelo y roca; se utilizan sobre todo como agua que fluye dentro de acuífero por debajo del nivel freático. Las aguas subterráneas pueden existir como un sistema de agua renovable estrechamente asociado a las aguas superficiales o como un sistema de agua subterránea profundo e independiente en un acuífero. Este último caso se denomina a veces «agua fósil», y en realidad no es renovable. Normalmente, las aguas subterráneas se utilizan cuando no se dispone de fuentes superficiales o cuando la distribución del suministro superficial es limitada.
En ocasiones, los ríos atraviesan varios países y a menudo sirven de frontera o demarcación entre ellos. En el caso de los ríos transfronterizos, el suministro, la asignación, el control y el uso del agua tienen grandes consecuencias para la supervivencia, la calidad de vida y el éxito económico. El control de los recursos hídricos de una nación se considera vital para la supervivencia de un Estado. También se produce un flujo transfronterizo similar de aguas subterráneas. La competencia por estos recursos, sobre todo cuando son limitados, ha provocado conflictos en el pasado o los ha agravado.
Las tierras altas de Etiopía pueden considerarse una región de torres de agua en África Oriental. Es probable que el control soberano del suministro de agua de las tierras altas rija la política aguas abajo durante muchos años.

## Contaminación por la actividad humana
Contaminación del agua suele producirse a través de una serie de dos mecanismos: punto y fuentes no puntuales de contaminación. Según la Agencia de Protección Medioambiental de Estados Unidos (EPA), la contaminación puntual es «cualquier fuente única identificable de contaminación desde la que se vierten contaminantes, como una tubería, una zanja, un barco o la chimenea de una fábrica». Por lo tanto, entre los ejemplos más comunes de contaminación por fuentes puntuales, el mal tratamiento de las aguas residuales y de las fábricas ocupa un lugar destacado en la lista; aunque no tan frecuentes, pero, sin embargo, igual de peligrosos -si no más-, los vertidos de petróleo son otro famoso ejemplo de fuente puntual de contaminación. Por otro lado, las fuentes no puntuales de contaminación son aquellas que pueden provenir de diferentes fuentes, entre las cuales, las actividades agrícolas deficientes y mal controladas pueden afectar negativamente a la calidad de cualquier fuente de agua cercana.

### Países de la OCDE

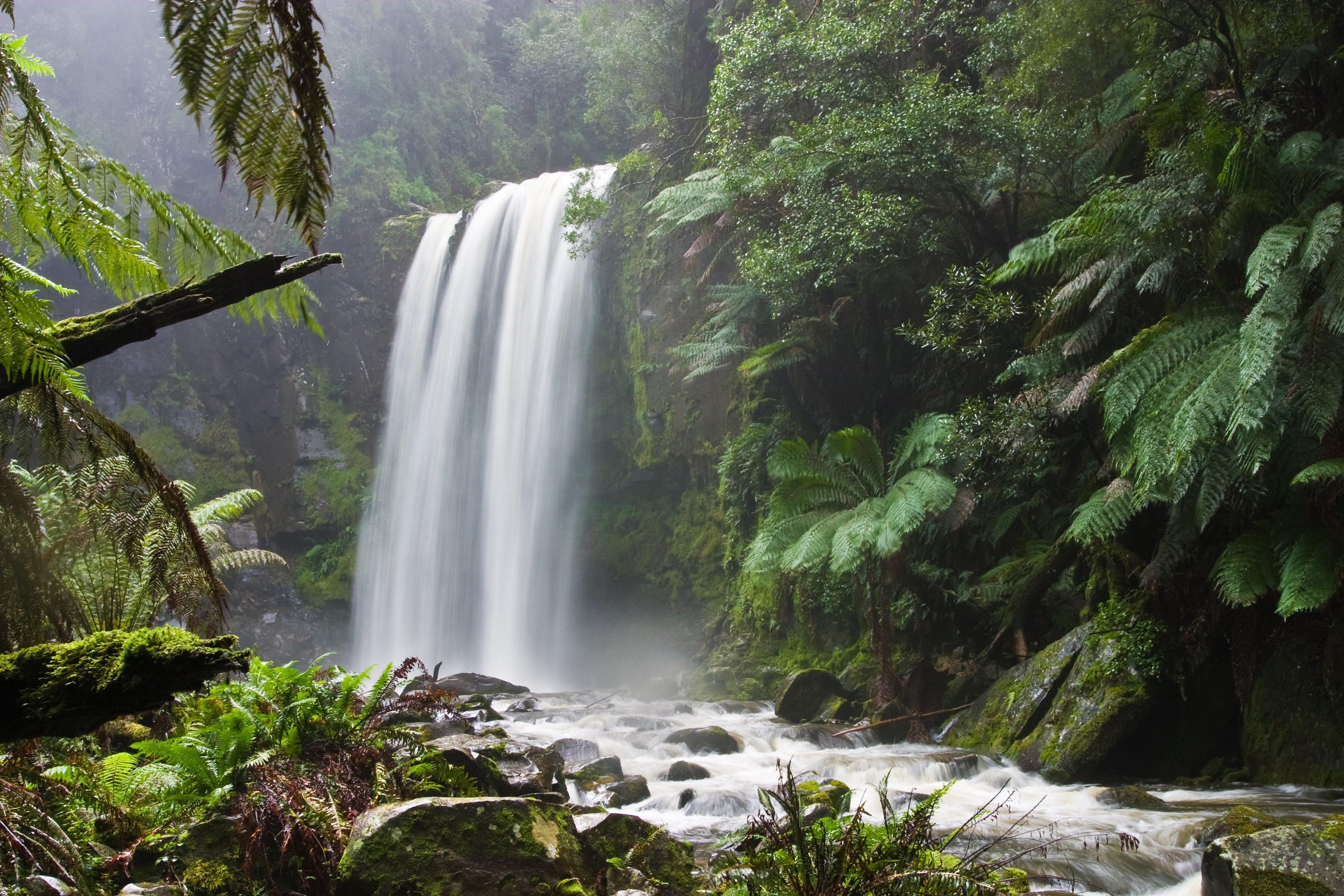
Hopetoun Falls near Otway National Park, Victoria, Australia

### India

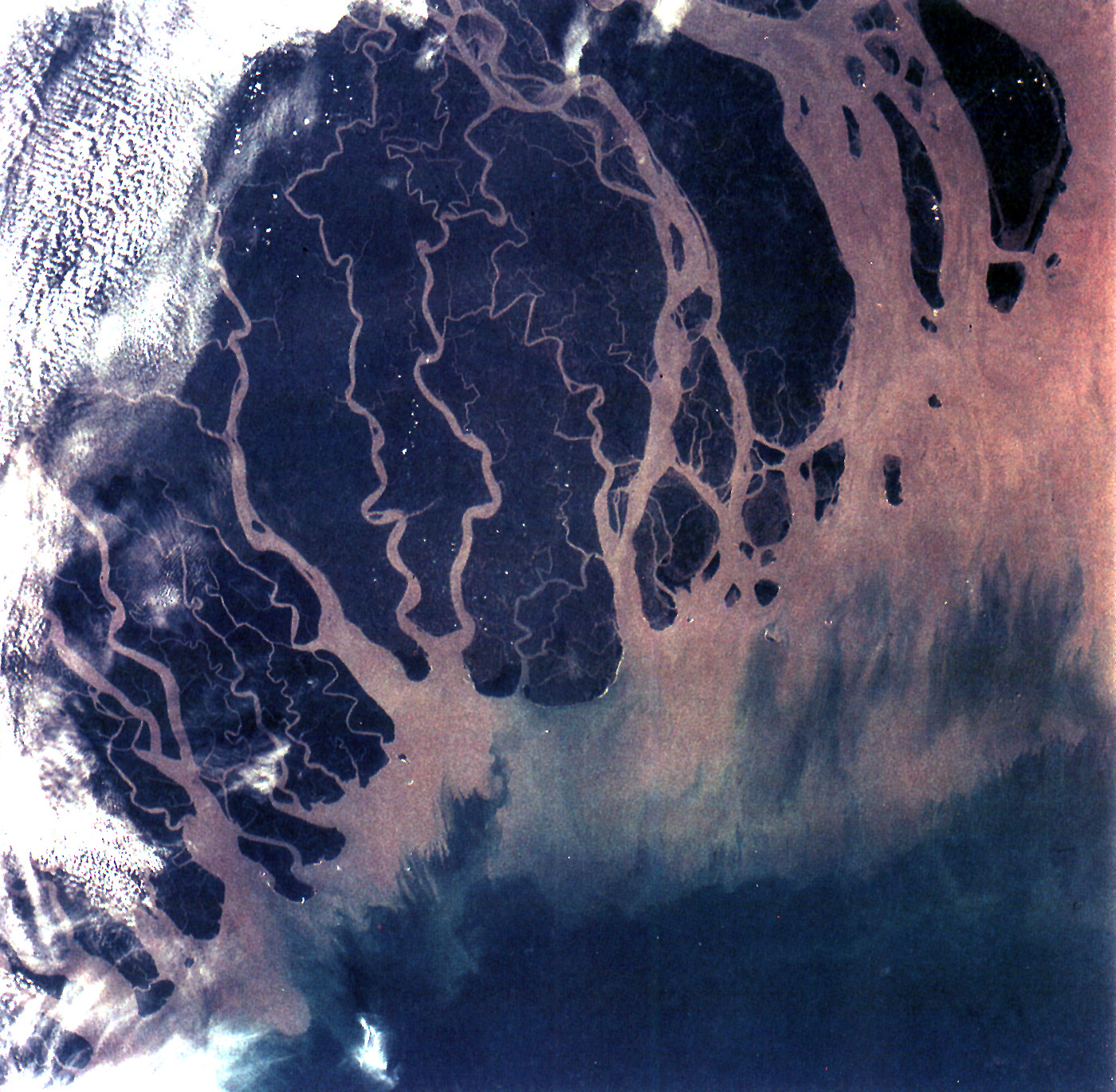
Delta del río Ganges, Bangladés e India

### Oriente Medio

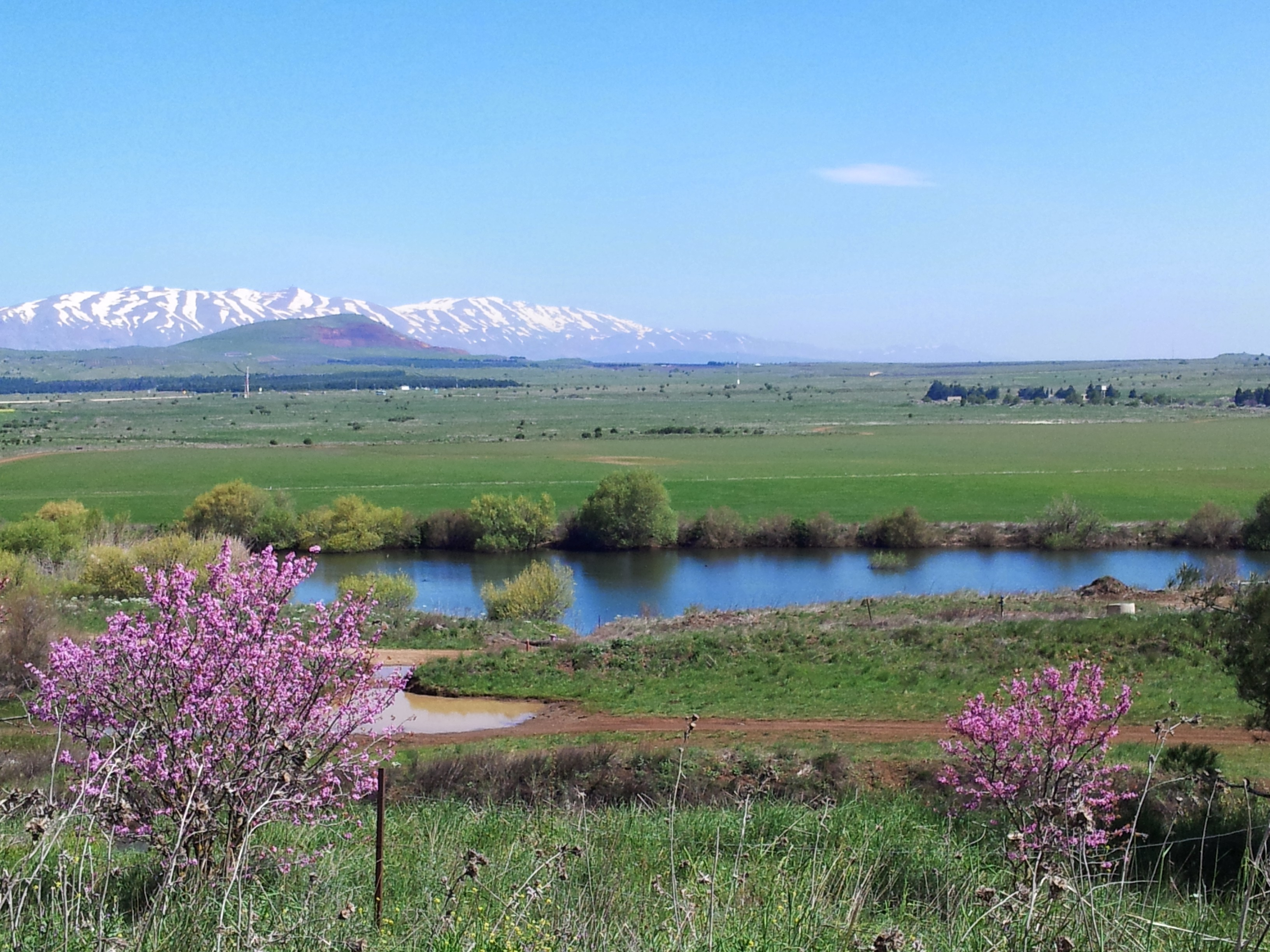
Presa de agua de lluvia en los Altos del Golán

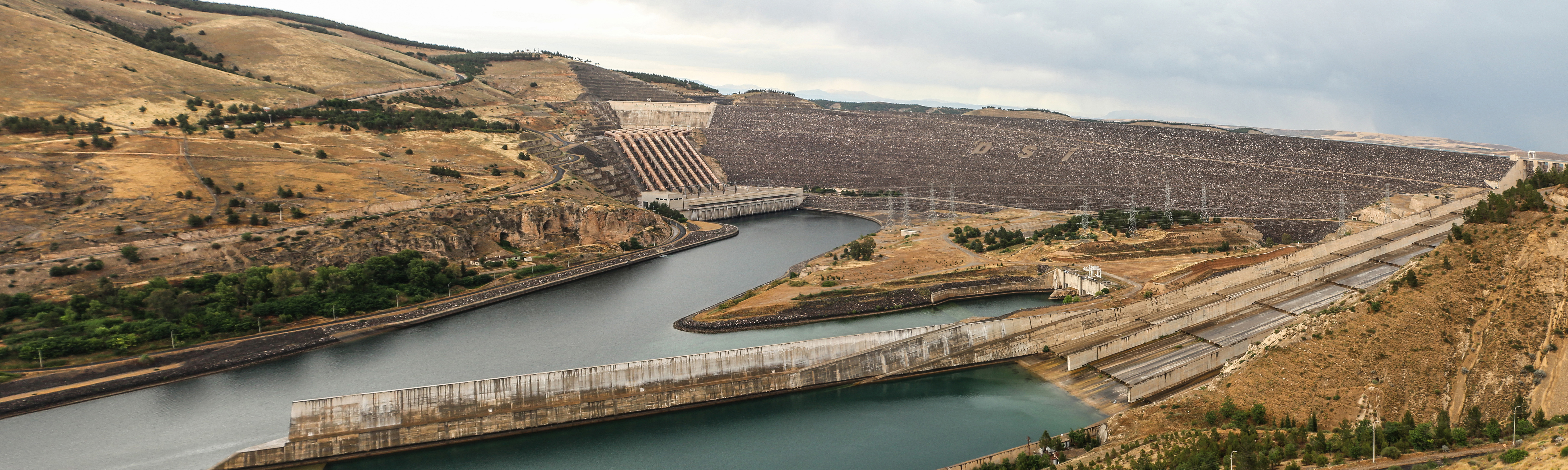
Embalse de Atatürk en Turquía

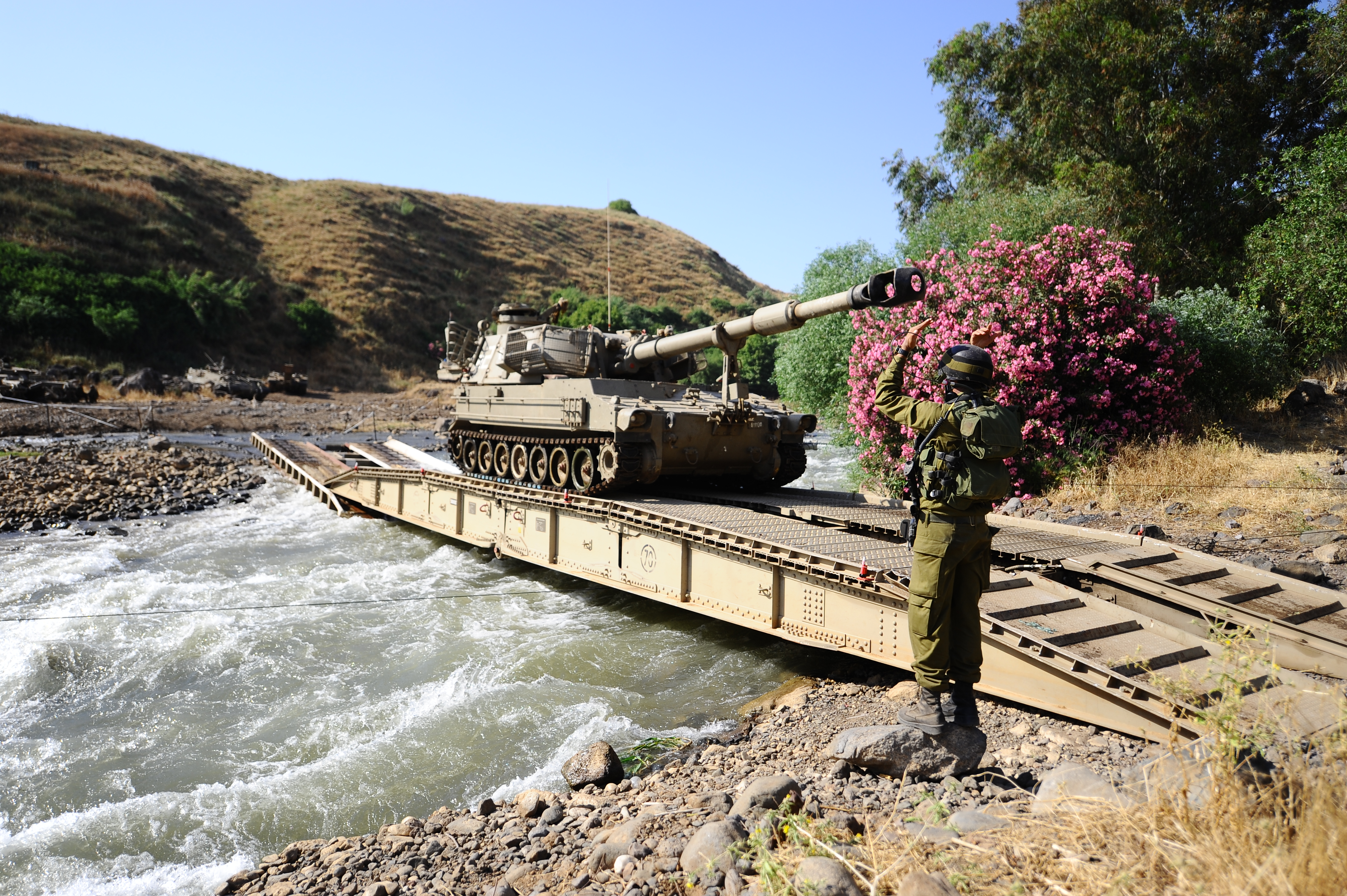
El río Jordán

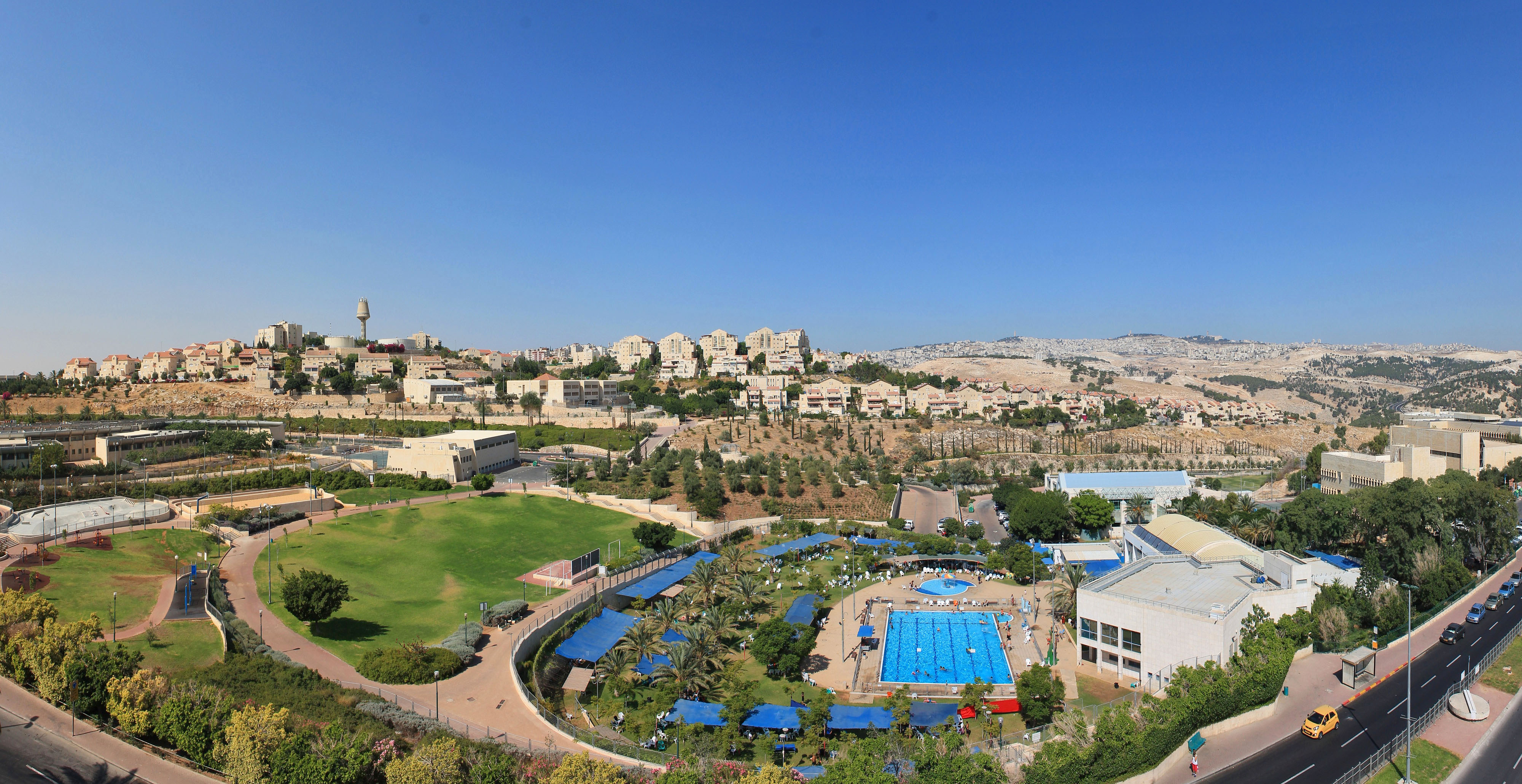
Asentamiento israelí en la Cisjordania ocupada

#### Egipto

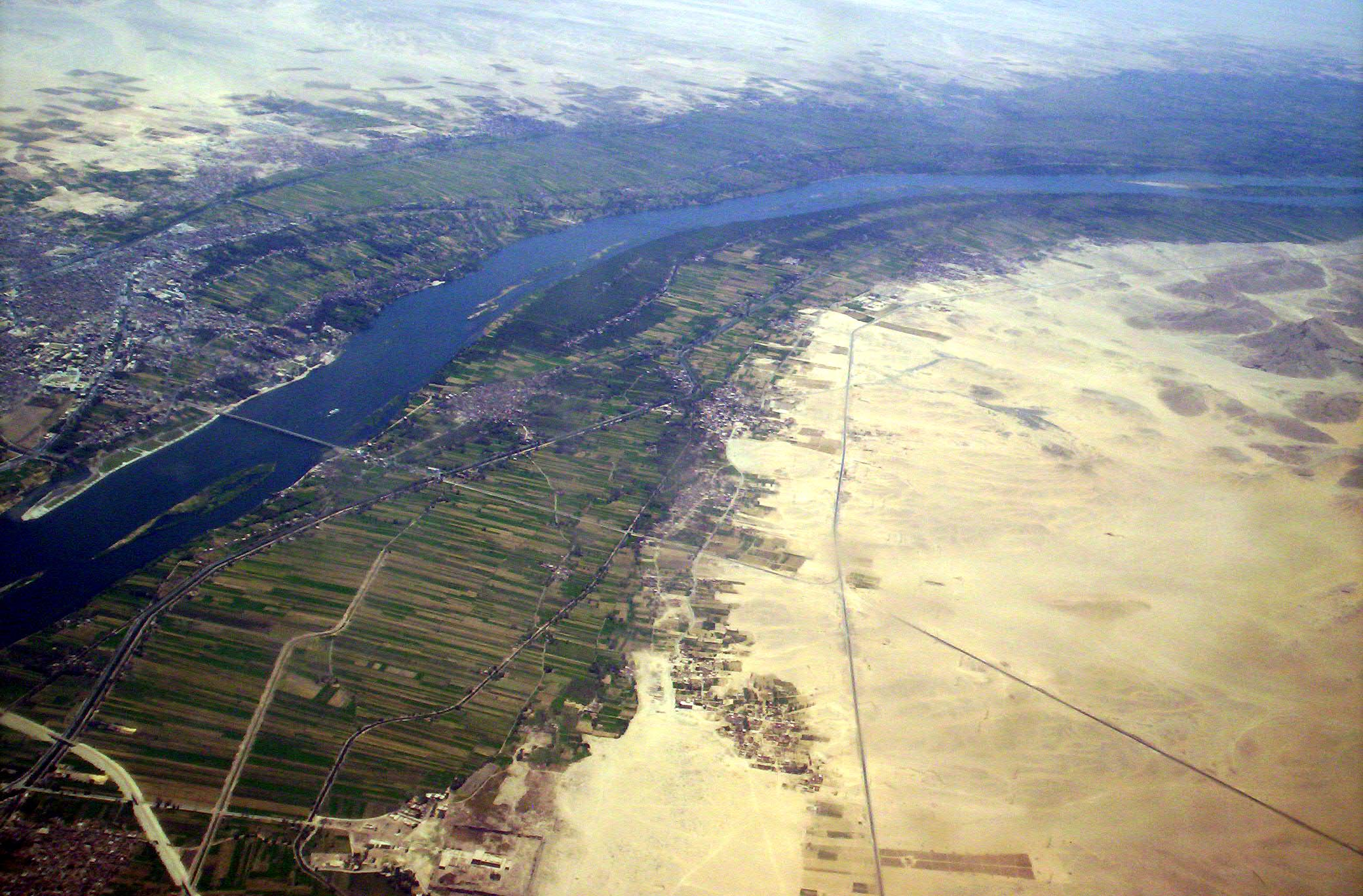
Una vista aérea del riego del río Nilo que apoya la agricultura en Egipto